# 富新镇 (沐川县)
富新镇，是中华人民共和国四川省乐山市沐川县下辖的一个乡镇级行政单位。2019年12月，撤销富和乡和新凡乡，设立富新镇，以原富和乡和原新凡乡所属行政区域为富新镇的行政区域。

## 行政区划
富新镇下辖以下地区：
钟灵场社区、新塘村、双石村、筒车村、罗柘村、小河村、小林村、水井村、凉风村、卡防村、峰岩村、木香村和太和村。